# First Ditch Effort
First Ditch Effort is het dertiende studioalbum van de Amerikaanse punkband NOFX. Het album werd uitgegeven op 7 oktober 2016 door Fat Wreck Chords. Het is 4 jaar na Self Entitled, het vorige studioalbum van NOFX, uitgekomen, wat de langste periode tussen de uitgaves van twee studioalbums van NOFX is. Het is tevens ook de eerste keer sinds 2003 dat het album niet werd geproduceerd door Bill Stevenson, in plaats daarvan werd het geproduceerd door Cameron Webb.

## Nummers
1. "Six Years on Dope" - 1:32
2. "Happy Father's Day" - 1:14
3. "Sid and Nancy" - 2:22
4. "California Drought" - 3:14
5. "Oxy Moronic" - 3:56
6. "I Don't Like Me Anymore" - 2:30
7. "I'm a Transvest-lite" - 2:16
8. "Ditch Effort" - 1:47
9. "Dead Beat Mom" - 2:18
10. "Bye Bye Biopsy Girl" - 2:00
11. "It Ain't Lonely at the Bottom" - 1:33
12. "I'm So Sorry Tony" - 3:18
13. "Generation Z" - 5:07

## Band
- Fat Mike - zang, basgitar, keyboard, piano
- Eric Melvin - slaggitaar, achtergrondzang, zang op het nummer "Six Years on Dope"
- El Hefe - gitaar, zang, trompet
- Erik Sandin - drums, slagwerk